# Roger George
Roger George, dit Gaston, est un joueur français de tennis né le 2 mai 1902 à Paris et mort le 19 janvier 1970 à Courbevoie,.

## Carrière
En 1928, aux Internationaux de France de Roland Garros il élimine au second tour la tête de série no 14 Harry Hopman (6-1, 2-6, 6-3, 6-1) puis au tour suivant il bat son compatriote Adrien Aron (6-3, 6-8, 6-3, 6-1) mais en huitièmes de finale contre Jean Borotra il échoue de peu à atteindre les quarts de finale (3-6, 6-4, 6-1, 4-6, 6-3).
Il atteint les 1/16 de finales du tournoi de Monte Carlo en 1928. 
Il a joué le tournoi de Roland Garros de 1925 à 1936.

## Référence
1. ↑  Le Figaro du 28 mai 1928
2. ↑  Archives en ligne de Paris, 16e arrondissement, année 1902, acte de naissance no 561, cote V4E 10088, vue 5/29, avec mentions marginales de mariage, de divorce et de décès
3. ↑  Tennis Archives